# Nature
Nature (Engels voor 'natuur') is een gerenommeerd, Brits wetenschappelijk tijdschrift dat wekelijks verschijnt. Het tijdschrift publiceert peer-reviewed onderzoek uit verschillende academische disciplines, voornamelijk in de natuurwetenschappen en technologie. Nature wordt bestuurd vanuit Londen, maar heeft redactiekantoren in de Verenigde Staten, Europa en Azië. Onderzoeken in Nature worden zeer veel geciteerd en hebben over het algemeen een sterke invloed: de impactfactor was in 2019 ongeveer 42,8. Door zijn vermaarde status is Nature een van 's werelds meest gelezen academische periodieken.
Het tijdschrift verscheen voor het eerst op 4 november 1869. Het werd opgericht door de amateur-astronoom Norman Lockyer. In het midden van de 20e eeuw werd de redactie sterk uitgebreid en verdubbelde Nature haar inspanningen op het gebied van verklarende en wetenschappelijke journalistiek. Rond 1990 werden redactiekantoren buiten Groot-Brittannië gevestigd en konden afgeleide edities, zoals Nature Communications, worden uitgebracht. Vanaf de jaren 2000 werden redactionele en actualiteitsrubrieken geïntroduceerd.
Het meeste onderzoek dat in Nature wordt gepubliceerd, bestaat uit papers (wetenschappelijke artikelen of brieven). De papers zijn technisch en compact, en vanwege opgelegde woordenlimieten zijn het meestal samenvattingen van groter werk. Innovaties of doorbraken op wetenschappelijk of technologisch gebied worden meestal vermeld als brief of nieuwsartikel. Artikelen in Nature worden wereldwijd geprezen omdat ze hoge onderzoeksnormen handhaven. Vanwege de hoge publiciteit heeft het tijdschrift ook diverse malen kritiek en controverse losgemaakt. Minder dan 8% van de ingezonden papers wordt geaccepteerd voor publicatie.

## Geschiedenis

### Achtergrond
De negentiende eeuw kende een enorme vooruitgang op natuurwetenschappelijk, technologisch en wiskundig gebied. Ontdekkingen werden destijds al vastgelegd in tijdschriften, voornamelijk in het Duits of Frans. Groot-Brittannië maakte grote industriële veranderingen door, met name in de tweede helft van de 19e eeuw. De meest vooraanstaande wetenschappelijke tijdschriften van deze tijd werden uitgegeven door de Royal Society. Hierin verscheen onder meer het werk van Isaac Newton, Michael Faraday en Charles Darwin. Tussen de jaren 1950 en 1980 verdubbelde het aantal populair-wetenschappelijke tijdschriften. De populair-wetenschappelijke tijdschriften werden gezien als 'organen van de wetenschap', in wezen een middel om het publiek in contact te brengen met nieuwe kennis en de wetenschappelijke wereld.

### Oprichting

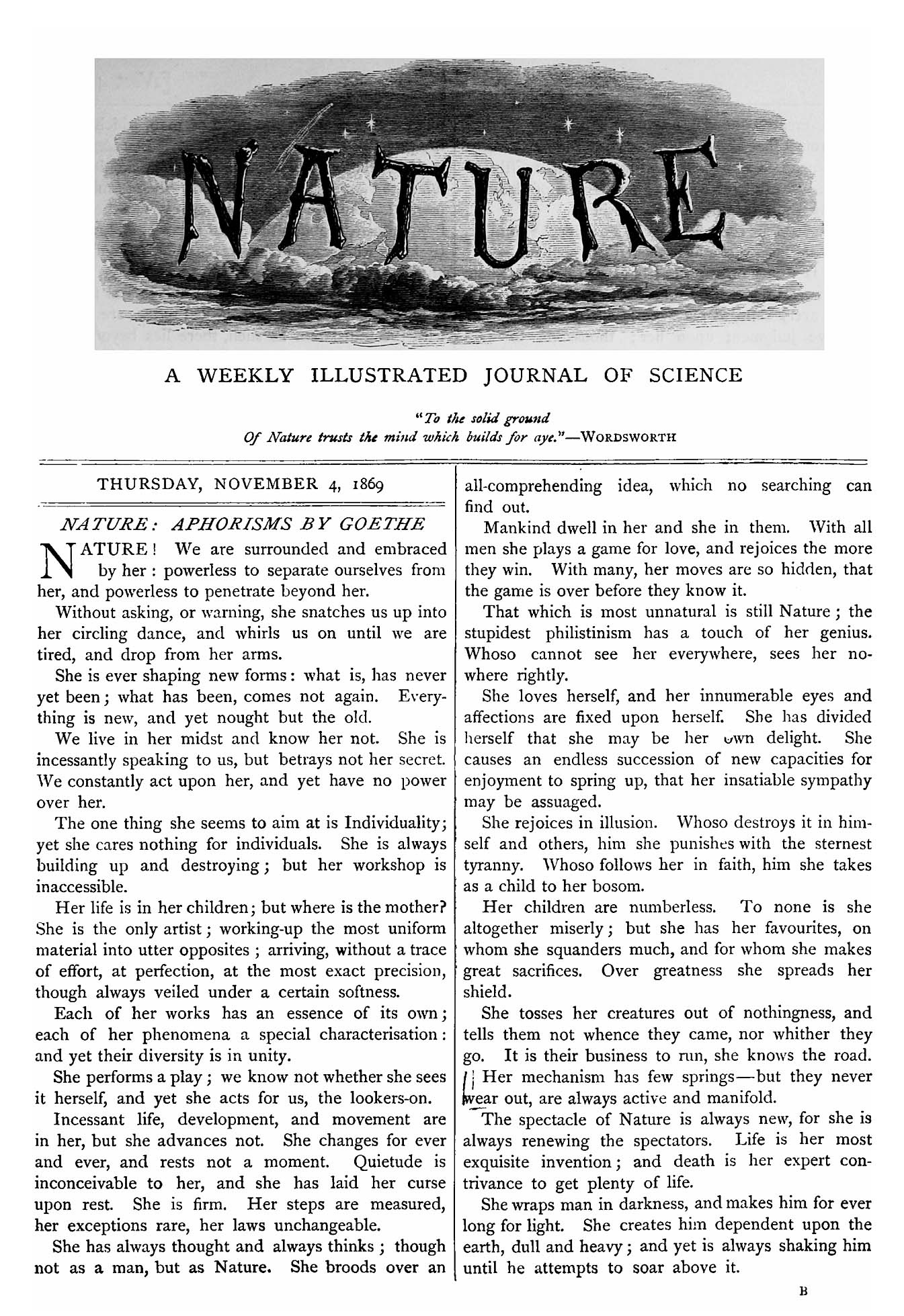
De titelpagina van de eerste uitgave, op 4 november 1869

Wetenschapper en voormalig redacteur Norman Lockyer besloot in het najaar van 1869 een nieuw wetenschappelijk tijdschrift op te richten. De naam Nature ontleende hij aan een strofe van de dichter William Wordsworth: "To the solid ground of nature trusts the Mind that builds for aye". Nature, dat aanvankelijk eigendom was en uitgegeven werd door Alexander Macmillan, probeerde lezers een toegankelijk forum te bieden over vooruitgang in wetenschappelijke kennis.
Veel van de vroege edities van Nature bestonden uit artikelen die geschreven waren door leden van X Club, een groep wetenschappers die bekend stonden om hun liberale, progressieve en enigszins controversiële wetenschappelijke overtuigingen. X Club bestond uit vooraanstaande geleerden zoals Thomas Huxley, Joseph Dalton Hooker, Herbert Spencer en John Tyndall. Allen waren fervente voorstanders van de evolutietheorie van Darwin, een theorie die in de tweede helft van de 19e eeuw nog veel kritiek kreeg. Deze wetenschappelijke vrijzinnigheid was mogelijk een van de redenen dat Nature een groot en langdurig succes werd.
John Maddox, een chemicus die tussen 1966 en 1995 werkzaam was in de redactie van Nature, suggereerde tijdens een feestelijk diner voor de honderdjarige editie van het tijdschrift dat het succes van Nature wellicht toe te schrijven was aan de journalistieke kwaliteiten. "Met journalistiek kan men een gemeenschapsgevoel creëren onder degenen die anders van elkaar geïsoleerd zouden zijn. Dit is iets wat Lockyer's tijdschrift vanaf het begin af aan deed.' Daarnaast merkt Maddox op dat de financiële steun in de eerste jaren ervoor zorgde dat het tijdschrift op kon bloeien en zich vrijer kon ontwikkelen dan andere wetenschappelijke tijdschriften.

## Publicatie inNature

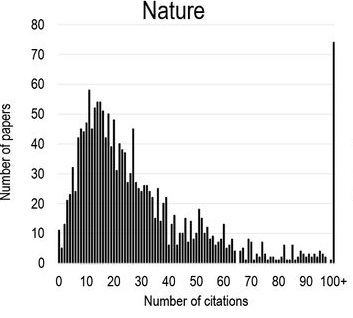
Aantal citaties per artikel tussen 2013 en 2015.

Volgens Science, een ander wetenschappelijk tijdschrift, gaat het publiceren van onderzoek in Nature gepaard met een zekere prestige in de academische wereld. Empirische artikelen die een plaats krijgen in Nature worden vaak veel geciteerd, waardoor de auteurs kans maken op promoties, subsidies en aandacht van de reguliere media. De concurrentie tussen wetenschappers om in Nature of andere invloedrijke tijdschriften te publiceren is hierdoor erg fel. De impactfactor – een maat die weergeeft hoe vaak het tijdschrift geciteerd wordt – van Nature schommelt rond de 40-50. Veruit de meeste artikelen worden echter veel minder geciteerd dan wat de impactfactor aangeeft. Met andere woorden, de impactfactor van het tijdschrift van Nature vertoont een grote statistische scheefheid.
Net als bij andere professionele wetenschappelijke tijdschriften, ondergaan ingestuurde papers eerst een screening door de redacteur, gevolgd door peerreview, voordat ze gepubliceerd worden. Bij Nature worden alleen papers voor peerreview geselecteerd die een actueel onderwerp behandelen en voldoende grensverleggend zijn in hun specifieke gebied. Als gevolg hiervan wordt het merendeel van de ingediende papers zonder beoordeling afgewezen.
De tweedelige mission statement van Nature beschrijft deze strenge selectiemethode als volgt.
First: To serve scientists through prompt publication of significant advances in any branch of science, and to provide a forum for the reporting and discussion of news and issues concerning science. Second: To ensure that the results of science are rapidly disseminated to the public throughout the world, in a fashion that conveys their significance for knowledge, culture and daily life.

### Mijlpalen
Enkele van de belangrijkste wetenschappelijke doorbraken in de moderne geschiedenis zijn gepubliceerd in Nature. Hieronder is een selectie weergegeven van dergelijke grensverleggende publicaties. Al deze onderzoeken hadden verstrekkende gevolgen voor wetenschap en samenleving.
- Dualiteit van golven en deeltjes — C. Davisson & L. H. Germer (1927). The scattering of electrons by a single crystal of nickel. Nature 119 (2998): 558–560.
- Het neutron — J. Chadwick (1932). Possible existence of a neutron. Nature 129 (3252).
- Kernsplijting — L. Meitner & O. R. Frisch (1939). Disintegration of uranium by neutrons: a new type of nuclear reaction. Nature 143 (3615): 239–240.
- De structuur van DNA — J. D. Watson & F. H. C. Crick (1953). Molecular structure of Nucleic Acids: A structure for deoxyribose nucleic acid. Nature 171 (4356): 737–738.
- Platentektoniek — J. Tuzo Wilson (1966). Did the Atlantic close and then re-open?. Nature 211 (5050): 676–681.
- Pulsars — A. Hewish, S. J. Bell, J. D. H. Pilkington & R. A. Collins (1968). Observation of a Rapidly Pulsating Radio Source. Nature 217 (5130): 709–713.
- Het gat in de ozonlaag — J. C. Farman, B. G. Gardiner and J. D. Shanklin (1985). Large losses of total ozone in Antarctica reveal seasonal ClOx/NOx interaction. Nature 315 (6016): 207–210.
- Klonen van een zoogdier (Dolly het schaap) — I. Wilmut, A. E. Schnieke, J. McWhir, A. J. Kind and K. H. S. Campbell (1997). Viable offspring derived from fetal and adult mammalian cells. Nature 385 (6619): 810–813.
- Het menselijk genoom — International Human Genome Sequencing Consortium (2001). Initial sequencing and analysis of the human genome. Nature 409 (6822): 860–921.

## Afgeleide edities
Hoewel Nature een lichte nadruk op biologie legt, accepteert het artikelen uit allerlei wetenschappelijke vakgebieden, zoals scheikunde, aardwetenschappen, technologie, natuurkunde en ook humane wetenschappen. Er zijn inmiddels diverse speciale edities die zich met aparte vakgebieden bezighouden:
- Nature Biotechnology
- Nature Cell Biology
- Nature Chemical Biology
- Nature Chemistry
- Nature Climate Change
- Nature Communications
- Nature Genetics
- Nature Geoscience
- Nature Human Behaviour
- Nature Immunology
- Nature Materials
- Nature Medicine
- Nature Methods
- Nature Microbiology
- Nature Nanotechnology
- Nature Neuroscience
- Nature Photonics
- Nature Physics
- Nature Structural & Molecular Biology

Verder bestaan er nog enkele edities van Nature Reviews, waarin hoogkwalitatieve overzichtsartikelen verschijnen.